# Papirus Oxyrhynchus 46
Papirus Oxyrhynchus 46 oznaczany jako P.Oxy.I 46 – rękopis zawierający oficjalny raport o podziale gruntów (καταλοχισμός) napisany w języku greckim przez Fanisasa i Diogenesa. Papirus ten został odkryty przez Bernarda Grenfella i Arthura Hunta w 1897 roku w Oksyrynchos. Rękopis został napisany 30 stycznia 100 roku n.e. Przechowywany jest w Houghton Library należącej do Uniwersytetu Harvarda (SM Inv. 2212). Tekst został opublikowany przez Grenfella i Hunta w 1898 roku.
Manuskrypt został napisany na papirusie, na pojedynczej karcie. Rozmiary zachowanego fragmentu wynoszą 25,3 na 7,8 cm.